# Gonnos
Gonnos, en grec ancien : Γόννος, Gonni (Γόννοι), ou Gonnus, est une polis de la Perrhébie, en Thessalie antique.
Son nom provient, selon les critiques grecs postérieurs, de Guneus (en), mentionné dans l'Iliade d'Homère,.
Sa situation en fait l'une des places les plus importantes du nord de la Thessalie. Elle se trouve sur la rive nord du fleuve Pénée, près de l'entrée des deux seuls cols par lesquels un ennemi peut pénétrer en Thessalie par le nord. La célèbre vallée de Tempé commence à se rétrécir à Gonnos et le passage à travers le mont Olympe, un peu à l'ouest de Tempe, mène en Thessalie à Gonnos. C'est par cette dernière voie que l'armée de Xerxès Ier est entrée en Thessalie.
La localisation de Gonnos, par rapport à Tempé, est clairement indiquée par les nombreux passages dans lesquels elle est mentionnée par Tite-Live. Après la bataille de Cynoscéphales (197 avant notre ère), Philippe V de Macédoine s'enfuit en hâte vers Tempé, mais s'arrête une journée à Gonnos, pour récupérer les troupes qui auraient pu survivre à la bataille,.
Lors de la guerre contre Antiochos III, en 191 avant notre ère, alors que le roi, parti de Démétrias, progresse jusqu'à Larissa, au nord, une partie de l'armée romaine, sous le commandement d'Appius Claudius, traverse le col du mont Olympe et arrive ainsi à Gonnos. À cette occasion, Tite-Live dit que Gonnos se trouve à 32 km de Larissa, et la décrit comme étant située « in ipsis faucibus saltus quæ Tempe appellantur ».